# Diabo (Costa d'Avorio)
Diabo  è una città, sottoprefettura e comune della Costa d'Avorio, situata nel dipartimento di Botro. Conta una popolazione di 26 272 abitanti (censimento 2014).